# Hitersttjärnen, Ångermanland
Hitersttjärnen är en sjö i Sollefteå kommun i Ångermanland och ingår i Ångermanälvens huvudavrinningsområde.